# Fascino del deserto
Fascino del deserto (Barbary Sheep) è un film muto del 1917 diretto da Maurice Tourneur.
La storia, tratta dal romanzo di Robert Hichens, aveva come interprete Elsie Ferguson, una famosa attrice teatrale che qui, con questo film, fece il suo esordio anche come attrice cinematografica,

## Trama

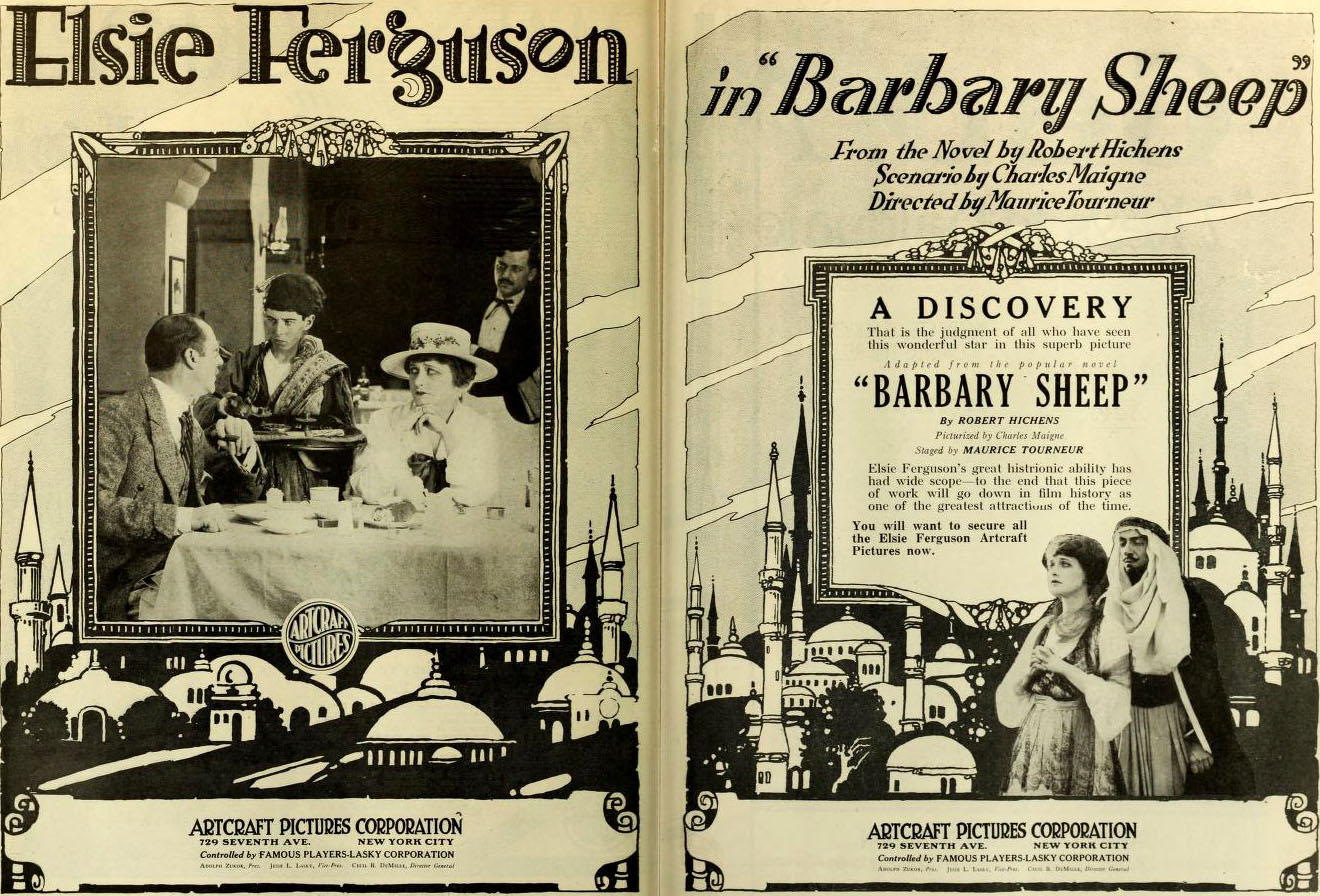
Pubblicità

Sir Claude si reca in Arabia a caccia di mufloni, Lady Wyverne per soddisfare il suo desiderio romantico di esotismo. Mentre suo marito è a caccia, Lady Wyverne cede al fascino di Benchaalal, un seducente capo arabo che le fa vedere il deserto sotto la luna e solletica il suo bisogno di romanticismo. Mentre la donna sogna ad occhi aperti quella che potrebbe essere la sua vita se acconsentisse alle profferte di Benchaalal, questi progetta di rapirla.
Intanto, Sir Claude in un villaggio sente delle storie inquietanti sul passato dell'arabo. Allarmato per la sicurezza della moglie torna in fretta all'accampamento, giusto in tempo per salvarla dal rapimento. Sta per sparare su Benchaalal quando irrompe sulla scena un folle marabutto che, riconosciuto in Benchaalal l'uomo che, anni prima, gli ha ucciso la fidanzata, lo colpisce.
Il pericolo corso riaccende i sentimenti di Sir Claude per la moglie e la coppia ritrova la sintonia perduta.

## Produzione
Il film fu prodotto dalla Paramount Pictures. Venne girato a Fort Lee nel New Jersey.

## Distribuzione
Distribuito dall'Artcraft Pictures Corporation, uscì nelle sale cinematografiche USA il 9 settembre 1917.